# COVID-19 в Словакии
Пандемия коронавируса распространилась в страну Словакию 6 марта 2020 года, с одним случаем. Премьер-министр Питер Пеллегрини объявил, что 52-летний мужчина заразился. Он никуда не ездил, но его сын ездил в Венецию (Италия) и считалось, что его сын был нулевым пациентом (первым человеком, который заразится), что позже было подтверждено. На следующий день были подтверждены три положительных случая, включая сына и жену 52-летнего мужчины. В течение следующих дней количество COVID-19 возросло до 21 из 832 протестированных. Премьер-министр и временный министр здравоохранения Питер Пеллегрини созвал несколько кризисных встреч, на которых были приняты некоторые из самых серьёзных мер предосторожности в Европе на сегодняшний день, включая запрет на все личные международные рейсы, железнодорожные и автобусные поездки, запрет на все внутренние и излишние поездки за границу, пограничные проверки, обязательный 14-дневный карантин для всех, кто возвращается из-за границы, и закрытие школ по всей стране.

## Хронология

### Первая волна
Март
6 марта был подтвержден первый случай коронавируса в Словакии. Это был 52-летний мужчина. Это было распространение от человека к человеку, потому что зараженный человек в последнее время не был за границей, но его сын был в Венеции, Италия. Его сын дал положительный результат на следующий день, и раньше у него не было никаких симптомов.
Количество зараженных людей в этот день составило 1.
7 марта жена и сын 52-летнего мужчины дали положительный результат.
Количество зараженных людей в этот день составило 3.
8 марта
Министерство внутренних дел Словацкой Республики подтвердило ещё два случая. Первым зараженным был учитель в детской школе, а другой — водитель общественного транспорта из Братиславы .
9 марта
Состояние первого зараженного человека ухудшилось, и его доставили в отделение интенсивной терапии. Премьер-министр Питер Пеллегрини подтвердил, что в Словакии было ещё 2 случая коронавируса. Первый случай был сотрудником американской сталелитейной компании в Кошице, а второй случай был его женой из Мартина . На пресс-конференции мэр Братиславы Матус Валло объявил, что со вторника все образовательные учреждения: (детские сады, школы, университеты) в Братиславе (город и регион) будут закрыты до пятницы. Позже был введен общенациональный школьный карантин на 2 недели (до 27 марта).
11 марта — в этот день были подтверждены ещё три случая коронавируса, в результате чего общее число инфицированных достигло 10.
12 марта Премьер-министр подтвердил 6 новых случаев заболевания на кризисной встрече в стране, которая началась в 11:00. Все случаи произошли в Братиславе, что подтверждается подведением итогов кризисной встречи. Позже в тот же день ещё пять случаев были подтверждены положительными, в результате чего число случаев COVID-19 возросло до 21, в основном распространенных по всему западному региону страны. Начиная с 7 утра (CET) пограничный контроль был восстановлен на границах с Австрией, Венгрией и Чешской Республикой . Ни один путешественник без постоянного места жительства или работы в Словакии не будет допущен. Расписание поездов во время каникул для внутренних поездов стало действительным и в будние дни. По словам премьер-министра Питера Пеллегрини, «все, что не является жизненно важным, будет закрыто на 14 дней», чтобы ограничить распространение вируса.
13 марта все три международных аэропорта (Братислава, Кошице, Попрад) были закрыты с 7 утра для международных пассажирских рейсов. 9 человек дали положительный результат. Позже в тот же день ещё 2 человека дали положительный результат, увеличив число случаев коронавируса до 32. ИИХФ отменил чемпионат мира по хоккею до 18 лет, дивизион I, группа А, в Спишска Нова Вес (13-19 апреля).
14 марта 12 человек дали положительный результат, что составляет в общей сложности 44 случая коронавируса.
15 марта
10 человек дали положительный результат. Позже в тот же день ещё 7 человек дали положительный результат, увеличив число случаев коронавируса до 61. Словакия официально объявила чрезвычайное положение .
16 марта
2 человека дали положительный результат. Позже в тот же день ещё 9 человек дали положительный результат, доведя число случаев коронавируса до 72. 27 медицинских работников из отделения неотложной помощи в больнице Крамаре были помещены в карантин, после того как их коллега — хирург дал положительный результат по возвращении из-за границы.
17 марта
25 человек дали положительный результат, взяв число случаев до 97 зараженных из 1913 человек, прошедших тестирование. Институт национальной политики здравоохранения ожидал, что число инфицированных достигнет 10 % населения страны. Это произойдет примерно через 110 дней после начала эпидемии.
18 марта
8 человек дали положительный результат, число превысило 100, а общее количество случаев было 105. В этот день премьер-министр Питер Пеллегрини объявил о первой смерти — 84-летней женщине. До сих пор неизвестно, умерла ли она из-за Коронавируса, потому что у неё было несколько других серьёзных проблем со здоровьем. Из 105 случаев только 35 (34 %) были госпитализированы. В два раза больше: 70 (66 %) были на домашнем карантине. Несмотря на то, что вместимости инфекционных палат было недостаточно, количество их коек уменьшилось.
19 марта было зарегистрировано 19 новых случаев заражения. По крайней мере 5 из них находились в изоляции дома (в основном это были случаи, диагностированные в Братиславе), остальные 14 были госпитализированы. Снижение количества лечения на дому до 60 % и увеличение числа госпитализированных до 40 %. Поскольку вскрытие женщины, которая умерла накануне, решило, что вероятной причиной смерти был инсульт, она была исключена из общего числа пациентов, которое возросло до 123, в отличие от 124 активных случаев.
20 марта 14 человек дали положительный результат, увеличив число случаев до 137 — 3 из них, 2 мужчины: один из Гуменне, другой из Михаловце и женщина находятся в Карантинном центре в Габчиково. С точки зрения госпитализации: общее количество выросло до 60 (43 %) от всех случаев. Остальные случаи находятся под домашней изоляцией. С точки зрения распространения: 3 случая были выявлены по возвращении из Австрии (все 3 были помещены в карантин в Габчиково), один по возвращении из Парижа и один был в контакте с человеком из Австрии. 7 пациентов, которые заразились новым коронавирусом, были выписаны из больницы сегодня. Все матчи в высшей футбольной лиге Словакии: Фортуна Лига будет отложена до мая. «Словнафт» подарил 6 респираторов легких Университетской больнице Братиславы (UNB). Инфекционная больница в Крамаре установила палатку для проведения испытаний и испытаний перед своим обычным входом. Поздно вечером первый самолёт с 198 пассажирами на борту доставил словаков, желающих вернуться домой из-за границы. Самолёт прилетел из Великобритании, все пассажиры пройдут проверку и пройдут обязательный карантин в центре в Габчиково.
21 марта 41 человек дал положительный результат, увеличив число случаев до 179. Это было самое большое увеличение с начала распространения. По словам многих экспертов, в тот день было проведено 399 тестов, что в сумме составило 3257, что значительно отстает от того, что следовало сделать. Также осталось только 3000 тестов, которые едва ли должны длиться 10 дней. Кардиоцентр Нитра закрылся в этот день, и персонал был помещен на карантин после поступления пациента, подозреваемого на наличие коронавируса. Также в Нитре на территории больницы была поднята вторая палатка для временного инфекционного сортировочного центра. Словацкие операторы мобильной связи выступили с различными предложениями и пакетами, чтобы помочь своим клиентам, начиная от бесплатных звонков и заканчивая номерами служб здравоохранения, повышенной скоростью и объёмом пакетов данных, а также развлекательными каналами, в основном для детей. Словаки, возвращаясь домой с помощью правительства, заполнили все три карантинных объекта (Габчиково, Липтовский Ян, Доновалы), которыми руководит Министерство внутренних дел. Четвёртый был открыт в высоких Татрах под юрисдикцией Министерства обороны. Банки объявили, что они позволят клиентам откладывать выплаты своих ежемесячных платежей по кредитам.
22 марта ещё 7 человек дали положительный результат. 235 тестов были отрицательными. Всего тестов: 3499. 6 из семи случаев госпитализированы: по 2 в каждой из больниц Братиславы, Нитры и Мартина. Автобусы со словаками из Великобритании прибыли в карантинный центр в Бардейове
23 марта ещё 1 человек дал положительный результат. 28 тестов были отрицательными. Всего тестов: 3518. Новый премьер-министр Игор Матович объявил, что хочет каждый день проверять 3000 человек. С этого дня он будет обновлять новые случаи всегда в утреннее время. Поэтому мы можем ожидать, что завтра утром будет объявлено о более позитивных случаях.
24 марта, как и ожидалось, утром Матович объявил, что ещё 18 человек дали положительный результат. Всего тестов: 3950.
25 марта ещё 12 человек дали положительный результат. Всего тестов: 4266.
26 марта ещё 10 человек дали положительный результат в предыдущий день. Всего тестов: 4601.

## Вакцинация
Соглашение о поставке вакцины «Спутник V» в Словакию — Российский фонд прямых инвестиций (РФПИ) поставил две партии по 100 тысяч доз в начале марта — вызвало скандал и перетряску словацкого правительства. Партнеры по четырёхпартийной правящей коалиции поссорились, после того как премьер Матович, невзирая на решение правительства не покупать «Спутник», тайно от коллег поручил министру здравоохранения заключить соглашение с РФПИ и купить вакцину. В итоге из правительства ушли шесть министров, а потом премьерские полномочия сложил и сам Матович (премьер-министром стал бывший министр финансов и однопартиец Матовича по партии «Обычные люди» Эдвард Хегер). Последовавший скандал наложился на тяжелые потери от коронавируса в Словакии, крайне низкие рейтинги властей и споры политиков о том, как же бороться с эпидемией.